# Neoregelia
Neoregelia L.B.Sm. é um género botânico pertencente à família Bromeliaceae, subfamília Bromelioideae.
O gênero foi nomeado em homenagem ao jardineiro e botânico alemão Eduard August von Regel (1815-1892).
São bromélias com folhas largas. As inflorescências se formam numa depressão no centro da planta, formando um receptáculo para recolher água. As folhas que rodeiam as inflorescências são brilhantes e coloridas.
Devido a beleza de suas folhagens e inflorescências, algumas espécies de Neoregelia e seus híbridos são cultivadas como  plantas ornamentais.
A maioria das espécies são epífitas. São encontradas no Brasil, Colômbia, Equador e Peru.

## Espécies
O gênero Neoregelia possui 124 espécies reconhecidas atualmente.
- Neoregelia abendrothae L.B.Sm.
- Neoregelia alvimii Roeth
- Neoregelia amandae W.Weber
- Neoregelia ampullacea (E.Morren) L.B.Sm.
- Neoregelia angustibracteolata E.Pereira & Leme
- Neoregelia angustifolia E.Pereira
- Neoregelia atroviridifolia W.Weber & Roeth
- Neoregelia azevedoi Leme
- Neoregelia bahiana (Ule) L.B.Sm.
- Neoregelia binotii (E.Morren) L.B.Sm.
- Neoregelia bragarum (E.Pereira & L.B.Sm.) Leme
- Neoregelia brevifolia L.B.Sm. & Reitz
- Neoregelia brigadeirensis C.C.Paula & Leme
- Neoregelia brownii Leme
- Neoregelia burlemarxii Read
- Neoregelia camorimiana E.Pereira & I.A.Penna
- Neoregelia capixaba E.Pereira & Leme
- Neoregelia carcharodon (Baker) L.B.Sm.
- Neoregelia carinata Leme
- Neoregelia carolinae (Beer) L.B.Sm.
- Neoregelia cathcartii C.F.Reed & Read
- Neoregelia chlorosticta (E.Morren) L.B.Sm.
- Neoregelia coimbrae E.Pereira & Leme
- Neoregelia compacta (Mez) L.B.Sm.
- Neoregelia concentrica (Vell.) L.B.Sm.
- Neoregelia coriacea (Antoine) L.B.Sm.
- Neoregelia correia-araujoi E.Pereira & I.A.Penna
- Neoregelia crispata Leme
- Neoregelia cruenta (Graham) L.B.Sm.
- Neoregelia cyanea (Beer) L.B.Sm.
- Neoregelia dactyloflammans Leme & L.Kollmann
- Neoregelia dayvidiana Leme & A.P.Fontana
- Neoregelia diversifolia E.Pereira
- Neoregelia doeringiana L.B.Sm.
- Neoregelia dungsiana E.Pereira
- Neoregelia eleutheropetala (Ule) L.B.Sm.
- Neoregelia eltoniana W.Weber
- Neoregelia farinosa (Ule) L.B.Sm.
- Neoregelia fluminensis L.B.Sm.
- Neoregelia fosteriana L.B.Sm.
- Neoregelia gavionensis Martinelli & Leme
- Neoregelia gigas Leme & L.Kollmann
- Neoregelia guttata Leme
- Neoregelia hoehneana L.B.Sm.
- Neoregelia ibitipocensis (Leme) Leme
- Neoregelia ilhana Leme
- Neoregelia indecora (Mez) L.B.Sm.
- Neoregelia inexspectata Leme
- Neoregelia johannis (Carrière) L.B.Sm.
- Neoregelia johnsoniae H.E.Luther
- Neoregelia kautskyi E.Pereira
- Neoregelia kerryae Leme
- Neoregelia kuhlmannii L.B.Sm.
- Neoregelia lactea H.E.Luther & Leme
- Neoregelia laevis (Mez) L.B.Sm.
- Neoregelia leprosa L.B.Sm.
- Neoregelia leucophoea (Baker) L.B.Sm.
- Neoregelia leviana L.B.Sm.
- Neoregelia lilliputiana E.Pereira
- Neoregelia lillyae W.Weber
- Neoregelia longipedicellata Leme
- Neoregelia longisepala E.Pereira & I.A.Penna
- Neoregelia lymaniana R.Braga & Sucre
- Neoregelia macahensis (Ule) L.B.Sm.
- Neoregelia macrosepala L.B.Sm.
- Neoregelia maculata L.B.Sm.
- Neoregelia macwilliansii L.B. Sm.
- Neoregelia magdalenae L.B.Sm. & Reitz
- Neoregelia margaretae L.B.Sm.
- Neoregelia marmorata (Baker) L.B.Sm.
- Neoregelia martinellii W.Weber
- Neoregelia mcwilliamsii L.B.Sm.
- Neoregelia melanodonta L.B.Sm.
- Neoregelia menescalii Leme
- Neoregelia mooreana L.B.Sm.
- Neoregelia mucugensis Leme
- Neoregelia myrmecophila (Ule) L.B.Sm.
- Neoregelia nevaresii Leme & H.E.Luther
- Neoregelia nivea Leme
- Neoregelia odorata Leme
- Neoregelia olens (Hook.f.) L.B.Sm.
- Neoregelia oligantha L.B.Sm.
- Neoregelia ossifragi hort. ex L.B. Sm.
- Neoregelia paratiensis Leme
- Neoregelia pascoaliana L.B.Sm.
- Neoregelia pauciflora L.B.Sm.
- Neoregelia paulistana E.Pereira
- Neoregelia pendula L.B.Sm.
- Neoregelia pernambucana Leme & J.A.Siqueira
- Neoregelia petropolitana Leme
- Neoregelia pineliana (Lem.) L.B.Sm.
- Neoregelia pontualii Leme
- Neoregelia princeps (Baker) L.B.Sm.
- Neoregelia punctatissima (Ruschi) Ruschi
- Neoregelia retrorsa Leme & L.Kollmann
- Neoregelia richteri W.Weber
- Neoregelia roethii W.Weber
- Neoregelia rosea L.B.Sm.
- Neoregelia rothinessa Leme, H.Luther & W.Till
- Neoregelia rubrifolia Ruschi
- Neoregelia rubrovittata Leme
- Neoregelia ruschii Leme & B.R.Silva
- Neoregelia sanguinea Leme
- Neoregelia sapiatibensis E.Pereira & I.A.Penna
- Neoregelia sarmentosa (Regel) L.B.Sm.
- Neoregelia schubertii Roeth
- Neoregelia seideliana L.B.Sm. & Reitz
- Neoregelia silvimontana Leme & J.A.Siqueira
- Neoregelia simulans L.B.Sm.
- Neoregelia smithii W.Weber
- Neoregelia spectabilis (T.Moore) L.B.Sm.
- Neoregelia spiralipetala (Leme) Wand. & S.E.Martins
- Neoregelia stolonifera L.B.Sm.
- Neoregelia tarapotoensis Rauh
- Neoregelia tenebrosa Leme
- Neoregelia tigrina (Ruschi) Ruschi
- Neoregelia tristis (Beer) L.B.Sm.
- Neoregelia uleana L.B.Sm.
- Neoregelia viridolineata Leme
- Neoregelia viridovinosa Leme & L.Kollmann
- Neoregelia wilsoniana M.B.Foster
- Neoregelia wurdackii L.B.Sm.
- Neoregelia zaslawskyi E.Pereira & Leme
- Neoregelia zonata L.B.Sm.